# 한국교회를 빛낸 칼빈주의자들
한국교회를 빛낸 칼빈주의자들(Korean Calvinists)은 한국의 신학자들이 5년에 걸쳐 한국에서 칼빈의 정신을 가진 학자들과 목회자들을 선별하여 연구한 작품이다. 선정된 인물은 한국의 초대교회로부터 시작하여 최근까지 59명이며 이 책에 참여한 국내 신학자들은 46명이 집필하였다.  책의 구성은 1부 조직신학자들 2부 성경신학자들 3부 역사신학자들 4부 실천신학자들 5부 목회자들로 구성되었다. 2020년 1월 10일 킹덤북스에서 출판되었다. 이 책은 2009년 칼빈탄생500주년기념사업회가 기념대회이후에 국내 칼빈주의자들에 대한 방대한 인물연구사이다.

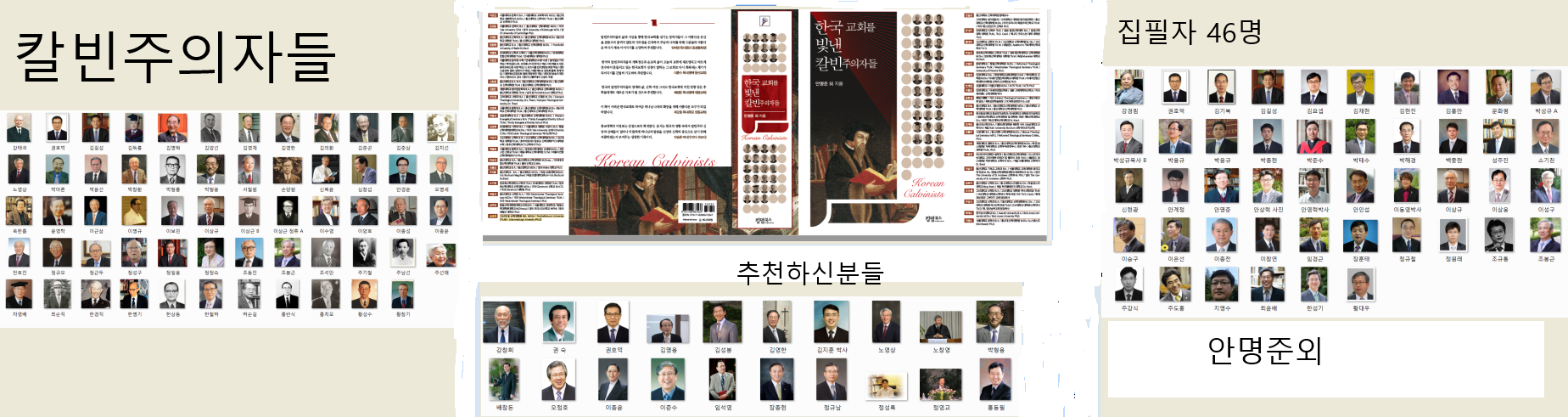
한국의 칼빈주의자들

## 같이 보기
- 요한칼빈탄생500주년기념사업회
- 한국의 신학자 목록
- 기독교 신학자
- 주선애
- 박형룡
- 박윤선
- 박형용
- 김명혁
- 윤영탁
- 정성구